# Butjärnen (Grangärde socken, Dalarna)
Butjärnen är en sjö i Ludvika kommun i Dalarna och ingår i Norrströms huvudavrinningsområde.